# Petaluridae
Die Petaluridae, auf Englisch auch als 'Petaltails' bekannt, sind eine Familie der Großlibellen (Anisoptera). Sie gelten als eine der ursprünglichsten unter den heute lebenden Großlibellen. Fossile Verwandte (z. B. Protolindenia wittei aus dem Solnhofener Plattenkalk) sind aus dem oberen Jura vor 150 Millionen Jahren bekannt.
Weltweit gibt es elf Arten der Petaluridae, darunter mit der australischen Petalura ingentissima die größte rezente Libellenart mit einer Flügelspannweite von maximal 16 Zentimetern und einer Körperlänge von 10 Zentimetern. Zwei Gattungen und drei Arten leben in den USA, davon eine an der Ost- und die beiden anderen an der Westküste. Die östliche Art ist Tachopteryx thoreyi, die westlichen sind Tanypteryx pryeri und Tanypteryx hageni. Im südlichen Südamerika lebt Phenes raptor und in Neuseeland zwei Arten der Gattung Uropetala. Die übrigen Arten gehören alle zur Gattung Petalura und kommen nur in Australien und Tasmanien vor.
Die Larven der Petaluridae sind semi-terrestrisch und leben auf feuchtem Boden in Gewässernähe, in Wasseransammlungen unter nassen Blättern, oder in selbst gegrabenen, teils wassergefüllten Schlammröhren.